# جيمي آغري
جيمي آغري (بالإنجليزية: Jimmy Aggrey)‏، واسمه الحقيقي: جيمس إيمانوئيل آغري، من مواليد 26 أكتوبر 1978، هو لاعب كرة قدم إنجليزي محترف، وكان يلعب مركز الدفاع، ولعب مع عدة أندية إنجليزية، ومنها نادي تشيلسي ونادي فولهام، لم ينضم للمنتخب الإنجليزي طوال حياته.